# Adenozyno-5′-monofosforan
Adenozyno-5′-monofosforan, adenozynomonofosforan, AMP – organiczny związek chemiczny, rybonukleotyd powstający w wyniku przyłączenia reszty fosforanowej do węgla 5′ adenozyny:
adenozyna + ATP → AMP + ADP
AMP może również powstawać podczas syntezy ATP z dwóch cząsteczek ADP:
2ADP → ATP + AMP
lub w wyniku hydrolizy jednego wiązania wysokoenergetycznego ADP:
ADP → AMP + Pi
lub w wyniku hydrolizy ATP do AMP i pirofosforanu:
ATP → AMP + PPi
Podczas rozpadu RNA powstają monofosforany nukleozydów w tym AMP.
AMP może zostać przekształcony w IMP przez deaminazę AMP z jednoczesnym uwolnieniem amoniaku.
W wyniku przemian metabolicznych adenozynomonofosforan może zostać przekształcony do kwasu moczowego, który jest następnie wydalany z organizmu.